# Gamma Comae Berenices
Gamma Comae Berenices (γ Comae Berenices, γ Com) är Bayerbeteckningen för en stjärna som ingår i den norra delen av stjärnbilden Berenikes hår. Den har en skenbar magnitud på ca 4,35 och är synlig för blotta ögat där ljusförereningar ej förekommer. Den befinner sig på ett avstånd  av cirka 170 ljusår (52 parsecs) från solen. Den uppfattas som att ingå i stjärnhopen Melotte 111, även om den förmodligen inte är en del av denna.

## Egenskaper
Gamma Comae Berenices är en utvecklad orange till röd jättestjärna av spektralklass K1 III Fe0.5, där suffixnotationen anger att stjärnan har ett överskott av järn i sitt spektrum. Den befinner sig med 91 procent sannolikhet på den horisontella grenen med en ålder av 2,7 miljarder år. Förutsatt detta, har den en beräknad massa som är ca 1,7 gånger solens massa och en radie som är nästan 12 gånger solens radie. Stjärnan avger från dess fotosfär ca 58 gånger mer energi än solen med en effektiv temperatur på ca 4 652 K.